# Kameleon (powieść)
Kameleon – powieść Rafała Kosika, opublikowana w 2008 r. przez wydawnictwo Powergraph (ISBN 978-83-61187-05-9). Należy do najbardziej nagradzanych polskich powieści science-fiction. Kameleon otrzymał w latach 2008-2009 następujące nagrody:
- nagrodę główną Nagrody Literackiej im. Jerzego Żuławskiego,
- nagrodę im. Janusza A. Zajdla w kategorii powieści,
- nagrodę Sfinks fundacji "Solaris" w kategorii polskiej powieści roku
- Najlepsza Polska Książka Fantastyczna w plebiscycie „Fantastyka 2008” portalu Katedra[1]

## Fabuła
W pobliże teoretycznie dzikiej planety Ruthar Larcke przybywa misja ratunkowa, aby ustalić przyczyny katastrofy wyprawy badawczej sprzed wielu lat. Ku zdziwieniu ratowników, na planecie odkryto kilka milionów ludzi i stworzoną przez nich cywilizację, rozwiniętą technologicznie mniej więcej tak, jak ziemska około XVII wieku. Ponadto w zadziwiającym tempie powstają nowe wynalazki, a wśród mieszkańców planety szerzą się rewolucyjne idee społeczne. Ponadto niepokojące rzeczy zaczynają się dziać również na statku ratunkowym...
Akcja powieści dzieje się dwutorowo. Główna akcja dzieje się na powierzchni planety, gdzie toczy się wojna pomiędzy dwoma zwaśnionymi państwami, oraz za kulisami projektów badawczych całej rzeszy naukowców. Drugi wątek dotyczy losów misji ratunkowej, której członkowie przebywają na statku oddalonym od planety.

## Analiza
W 2015 r. Paweł Aleksandrowicz uznał tom za "jeden z niewielu przykładów [polskiej] filozofującej fantastyki 'kosmicznej' napisanej po 1989 r."